# Jennifer Gutiérrez Bermejo
Jennifer Gutiérrez (født 20. februar 1995 i Horgen) er en schweizisk-født spansk håndboldspiller, som spiller for den slovenske klub RK Krim og Spaniens håndboldlandshold.